# Georgia (Film)
Georgia ist ein US-amerikanisch-französisches Filmdrama von Ulu Grosbard aus dem Jahr 1995. Jennifer Jason Leigh und Mare Winningham spielen die ungleichen Schwestern Sadie und Georgia, wobei Sadie ihre eigene Identität mehr über ihre ältere Schwester definiert, was gravierende Auswirkungen auf ihr Leben hat.
Obwohl Sadies Charakter den Film dominiert, ist der Filmtitel Georgia, was wohl der Tatsache geschuldet ist, dass Georgia die Person ist, die in den Gedanken von Sadie vorherrschend ist.

## Handlung
Georgia ist eine berühmte Folksängerin. Sie führt zudem mit Mann und Kindern ein glückliches in geordneten Bahnen laufendes Familienleben. Ihre jüngere Schwester möchte es ihr gern gleichtun und setzt alles daran, sich ebenfalls eine Gesangskarriere aufzubauen, kann mit ihrer Stimme aber nicht überzeugen. Sadie macht es schwer zu schaffen, dass sie nicht an ihre Schwester heranreichen kann, sei es beruflich oder auch privat. Ihr Versuch, mittels Alkohol und anderen Drogen der Wirklichkeit zu entfliehen, macht alles noch schlimmer. Immer war Georgia die perfektere von beiden, nicht nur, dass sie Karriere als Sängerin machte, ist sie außerdem auch noch eine hervorragende Köchin und bei allen Gelegenheiten eine Festung in der Brandung. Sadie hingegen mit ihrem unordentlichen Haar und ihren Tätowierungen versucht verzweifelt ihre stets die Schwester umkreisenden Gedanken, die von Bewunderung und Liebe beherrscht werden, in andere Bahnen zu lenken. Nur, wenn sie sich betrinkt oder andere Drogen nimmt, kann sie dem Gedankenkarussell einmal entfliehen.
Als Sadie in ihre Heimatstadt Seattle zurückkehrt, immer in dem Bemühen die Aufmerksamkeit ihrer Schwester zu erringen und von ihr akzeptiert zu werden, wird die Situation für Georgia zunehmend unerträglicher. Ihrem Mann Jake gegenüber äußert sie einmal, Sadie verschlucke Menschen. Georgia fühlt sich mehr als einmal genervt und erstickt von Sadies Besitzansprüchen. Zudem kann sie nicht verstehen, dass Sadie um jeden Preis Erfolg als Sängerin haben will, da ihr Talent eher dürftig ist. Sie weiß aber auch um die Stärken ihrer Schwester, die originell und mutig sein kann, leidenschaftlich und großzügig, von großer Emotionalität und ohne Bosheit ist.
Sadie indes versucht in der Stadt, in der ihre Schwester große Erfolge feiert, Fuß zu fassen und als Sängerin anerkannt zu werden. Vorerst reicht es aber nur für Engagements auf Bowlingbahnen oder auf Hochzeiten. Sadie hat das seltene Talent immer das Falsche zu tun in der Überzeugung, dass es das Richtige für sie sei. Immer wieder kommt es zu Streitigkeiten zwischen den ungleichen Schwestern. Sadie versucht sich von ihrem Ex-Freund Bobby zu lösen und eine Verbindung mit dem ernsthaften Axel einzugehen, scheitert aber stets an sich selbst.
Als Sadie, nachdem Georgia sie auf die Bühne gebeten hat, in fast qualvoller Weise Van Morrisons Take Me Back singt, wird das Ausmaß dessen, was sie antreibt aber auch ihre Verzweiflung, nie an die Schwester heranreichen zu können, offenbar. Georgia, die die Überforderung ihres Publikums sieht, greift ein und singt das Lied sodann mit Sadie im Duett. Georgia äußert am Ende des Films, Sadies Schmerz müsse gefüttert werden und alle um sie herum seien dazu da, sie zu bedienen.

## Produktion

### Produktionsnotizen, Hintergrund
Der von CiBy 2000 und Miramax produzierte Film wurde in Seattle gedreht. Er spielte in den Kinos der USA etwas mehr als 2,9 Millionen US-Dollar ein.
Barbara Turner, die das Drehbuch schrieb, war die Mutter von Jennifer Jason Leigh sowie der ebenfalls mitspielenden Mina Badie, einer Halbschwester von Jason Leigh. Mutter und Tochter hatten in dieser Konstellation bereits in zwei Fernsehfilmen zusammengearbeitet. Mare Winningham ist tatsächlich auch Musikerin und hat bereits vier Alben veröffentlicht. Mit Jason Leigh ist sie seit Teenagerzeiten befreundet, in diesem Film arbeiteten sie erstmals zusammen. Der Regisseur Ulu Grosbard war ein Freund von Barbara Turner.
Jennifer Jason Leigh stellt im Film als Sadie das Lied If I Wanted vor, einen Song ihrer Schwester. Das Lied wurde 1992 von Mary Winningham auf ihrem Debütalbum What Might Be veröffentlicht. Dreizehn der im Film vorkommenden Songs wurden live aufgenommen und von den Schauspielern vorgetragen, „ein Risiko“, das sich laut Kenneth Turan von der Los Angeles Times, „in Bezug auf die emotionale Intensität spektakulär bezahlt“ gemacht habe. In einer der wichtigsten Szenen des Films singt Sadie betrunken während eines AIDS-Benefiz-Konzertes eine mehr als acht Minuten dauernde Version von Van Morrisons Take Me Back in einem rauen, schroff zerklüfteten Janis-Joplin-Style.

### Soundtrack
- Walk on the Wild Side
  - Autor: Lou Reed, Vortrag: Jennifer Jason Leigh
- Take Me Back
  - Autor: Van Morrison, Vortrag: Jennifer Jason Leigh
- Fa-Fa-Fa-Fa-Fa (Sad Song)
  - Autoren: Otis Redding und Steve Cropper, Vortrag: Otis Redding
- Ain’t Nobody’s Business
  - Vortrag: Porter Grainger, Robert Graham Prince, Clarence Williams und Jimmy Witherspoon
- Gee Baby, Ain’t I Good to You?
  - Text und Musik: Don Redman und Andy Razaf
- Whose Honey Are You?
  - von Haven Gillespie und J. Fred Coots
- There She Goes Again von Lou Reed
- Almost Blue von Elvis Costello
- Sally Can’t Dance von Lou Reed
- Optimistic Voices (aus Der Zauberer von Oz)
  - von E. Y. Harburg, Harold Arlen und Herbert Stothart
- Hava Nagila, traditionelle Weise
- Yosel Yosel
  - von Samuel Steinberg und Nellie Casman
- I’ll Be Your Mirror von Lou Reed
- Take Me to Aruanda von Norman Gimbel und Carlos Lyra
- Midnight Train to Georgia von Jim Weatherly
- If I Wanted
  - Autor und Vortrag: Mare Winningham
- 56 Reasons to go Downtown
  - von Gary Eaton und Iris Berry, Vortrag: The Rising Sisters, Produzent: Lou Adler
- The Piano Has Been Drinking
  - Autor und Vortrag: Tom Waits
- Hard Times, traditionelle Weise
- Tornado
  - von Christy McWilson und Larry Sleep, Vortrag: The Picketts
- Mercy
  - von Kurt Stevenson, Vortrag: Mare Winningham
- House of the Gods von Shane MacGowan
- Arizona Moon
  - von Jo Miller, Vortrag: Ranch Romance
- I Can’t Stand It
  - Autor und Vortrag: Eric Clapton
- Cure for Pain
  - von Mark Sandman, Vortrag: Morphine
- Hate Me More
  - von Peter Buck und Scott McCaughey, Autor: The Sleepwalkers
- Mr. Reed von David A. Stewart
- Shotgun Down the Avalanche
  - von Shawn Colvin and John Leventhal, Vortrag: Shawn Colvin

### Veröffentlichung
Premiere feierte der Film am 19. Mai 1995 in Frankreich, wo er bei den Internationalen Filmfestspielen von Cannes vorgestellt wurde. Am 30. September 1995 lief er auf dem Filmfestival in New York. In Griechenland wurde er im Oktober 1995 veröffentlicht und in Australien im November 1995. Im Vereinigten Königreich war er auf dem Filmfestival in London zu sehen. Am 8. Dezember 1995 lief er dann allgemein in den USA an. In folgenden Ländern wurde er 1996 veröffentlicht: Ungarn, Schweden, Portugal, Brasilien, in der Schweiz im deutschsprachigen und französischsprachigen Raum, in Spanien, Dänemark, Südkorea und Norwegen. In Argentinien hatte er im selben Jahr Videopremiere. Im Oktober 1997 lief er auf dem Film Festival in Reykjavík. In Finnland wurde er 1998 veröffentlicht. Zudem war er in Bulgarien, Polen, Russland und Slowenien zu sehen.
In der Bundesrepublik Deutschland war die Erstaufführung am 19. September 1996. Am 15. Mai 2003 gab Euro Video den Film mit einer deutschen Tonspur heraus.

## Kritik
Der Film wurde seinerzeit von den Zeitschriften Interview, der New York Post, der Detroit Free Press, der Los Angeles Daily News und ABC Radio Network unter die zehn besten Filme des Jahres gewählt.
James Berardinelli schrieb auf ReelViews, dem Film fehle ein klarer Anfang und ein klares Ende. Jennifer Jason Leigh „fülle“ den Charakter von Sadie mit einem „unauslöschbaren inneren Feuer“. Mare Winningham bleibe – durch ihre Rolle bedingt – eher im Hintergrund, stelle jedoch Georgia als eine „vitale“ und „mehrdimensionale“ Persönlichkeit dar.
Kenneth Turan von der Los Angeles Times schrieb, der Film habe „Herz und Seele“ („Heart and Soul“) Der Kritiker lobte Janet Jason Leighs schauspielerische Leistung, die aber auch der Hilfe Mare Winninghams, einer „unterschätzten Schauspielerin“, zu verdanken sei sowie einem „aufschlussreichen und intelligenten Drehbuch“ ihrer Mutter. Turner habe ein Drehbuch verfasst, das ein „Modellbeispiel“ dafür sei, wie man Charaktere „sorgfältig und durchdacht“ entwickle. Zudem verstehe es Regisseur Grosbard, Schwerpunkte für die Realität des Augenblicks zu setzen, der es auch Schauspielern mit kleineren Rollen, wie Max Perlich oder John C. Reilly als berauschtem Schlagzeuger Herman und Jason Carter als Möchtegern-Manager erlaube, „zu glänzen“. Georgia sei „kein bequemer“ Film.
Der Filmkritiker Roger Ebert gab dem Film 3 ½ von vier möglichen Sternen und fasste sein Urteil wie folgt zusammen: „Eine komplexe, tief sachkundige Geschichte über eine wirklich verlorene Seele und ihre Abwärtsspirale.“ Näher führte er aus, Georgia sei kein einfacher Film, sondern eine komplexe, zutiefst kenntnisreiche Geschichte darüber, wie Trunksucht und seelische Verletztheit die gesamte Familie krank machen könnten.
Janet Maslin von der New York Times sprach von einer „atemberaubenden“ Jennifer Jason Leigh, die in ‚Georgia‘ „ein Stück ihres Herzens“ preisgebe. Der Film werde von Ulu Grosbard mit „intuitiver Brillanz“ geleitet. Das Ergebnis sei ein Film, der so „wahnsinnig und unvorhersehbar“ sei wie die Charaktere selbst. Sadie wäre unerträglich, wenn man nicht das Gefühl hätte, sie sei echt.
Das People Magazine befand: „Fesselnd!“ („Riveting!“) Die Chicago Tribune fand das Adjektiv: „Wunderbar!“ („Marvelous!“).
Das Lexikon des internationalen Films schrieb: „Das erschütternde Psychogramm einer Geschwisterbeziehung mit außergewöhnlichen Schauspielern. Die intensive Inszenierung fordert den Zuschauer als aktiven Mitgestalter.“
Kino.de sprach von einem „großartig besetzte[n] Psychodrama über die verhängnisvolle Beziehung zweier grundverschiedener Schwestern“. Weiter hieß es: „Miramax […] setz[e] in den USA so viel Vertrauen in dieses schonungslos offene Psychogramm der Beziehung zweier voneinander entfremdeter Schwestern, daß sie ‚Georgia‘ in einem der beiden Blockbuster-Ballungszentren des US-Kinojahres als Rosine zwischen den hochbudgetierten Kuchenstücken ins Rennen schicken. Die Strategie [sei] klar: Jennifer Jason Leighs Hammervorstellung als Sadie, der gescheiterten, aber nicht gebrochenen Grunge-Göre mit einem Heißhunger auf Selbstzerstörung, soll Ulu Grosbards erstem Film seit elf Jahren mit einer Oscar-Nominierung bis ins Frühjahr einen Platz in den US-Kinos sichern. Verdient hätte die mutigste Schauspielerin Amerikas die Auszeichnung allemal: Niemand sonst riskiert in einer Rolle so viel. […] Bei ihrer Sadie stimm[e] jede Nuance.“

## Auszeichnungen (Auswahl)
Mare Winningham war im Jahr 1996 für den Oscar in der Kategorie „Beste Nebendarstellerin“ nominiert.
Jennifer Jason Leigh konnte im Jahr 1995 den New York Film Critics Circle Award erringen. Gemeinsam mit Ulu Grosbard wurde sie zudem 1995 auf dem Montréal World Film Festival ausgezeichnet. Mare Winningham war 1996 für den Screen Actors Guild Award nominiert.
Mare Winningham durfte im Jahr 1996 den Independent Spirit Award mit nach Hause nehmen. Ulu Grosbard, Jennifer Jason Leigh und Max Perlich wurden für die Trophäe nominiert.